# Cerkiew Trójcy Świętej w Koprivnicy
Cerkiew Trójcy Świętej – prawosławna cerkiew w Koprivnicy, w metropolii zagrzebsko-lublańskiej.
Świątynia powstała w 1793 (według innego źródła – w latach 1791–1795). W 1810 umieszczono w niej ikonostas z trzydziestoma wizerunkami świętych, autorstwa Joakima Djakovicia. W 1938 została odnowiona. W czasie II wojny światowej została zdewastowana przez ustaszy; po zakończeniu walk ponownie odnowiona.
W latach 1991–1993, w czasie wojny w Chorwacji została uszkodzona ponownie. Trwa jej odnowa.